# Affairs of a Gentleman
Pour plus de détails, voir Fiche technique et Distribution.
Affairs of a Gentleman est un film américain réalisé par Edwin L. Marin en 1934.

## Fiche technique
- Titre : Affairs of a Gentleman
- Réalisation : Edwin L. Marin
- Scénario : Edith Ellis, Edward Ellis, Cyril Hume, Peter Ruric et Milton Krims
- Musique : Edward Ward
- Production : Edmund Grainger et Carl Laemmle Jr.
- Décors : Charles D. Hall
- Montage : Edward Curtiss
- Durée : 68 minutes
- Genre : Drame
- Langue : anglais américain
- Film en noir et blanc
- Pays de production :  États-Unis
- Date de sortie :
  - États-Unis 1er mai 1934

## Distribution
- Paul Lukas : Victor Gresham
- Leila Hyams : Gladys Durland
- Patricia Ellis : Jean Sinclair
- Phillip Reed : Carter Vaughn
- Onslow Stevens : Lyn Durland
- Dorothy Burgess : Nan Fitzgerald
- Lilian Bond : Carlotta Barbe
- Joyce Compton : Foxey Dennison
- Murray Kinnell : Fletcher
- Dorothy Libaire : Gail Melville
- Richard Carle : Paul Q. Bindar
- Sara Haden : Frances Bennett
- Charles C. Wilson : Inspecteur Quillan
- Marcia Remy : Secrétaire de Bindar